# カロン (化学)
カロン(Calone)またはメチルベンゾジオキシエピノン(Methylbenzodioxepinone)は、ファイザーが1966年に発見した。海やオゾンの風味の新鮮な海岸の香りの印象を与えるために用いられる。カロンの構造は、数種の褐藻がフェロモンとして分泌するエクトカルペンの構造と似ている。
カロンは、若干花の香りも入った強い「潮風」の香りを持つ珍しい物質である。1980年代から、新鮮なオゾンの香りを持つ、香料の添加物として用いられ、1990年代からは、香水の主要成分としても用いられるようになった。